# Октавія Молодша

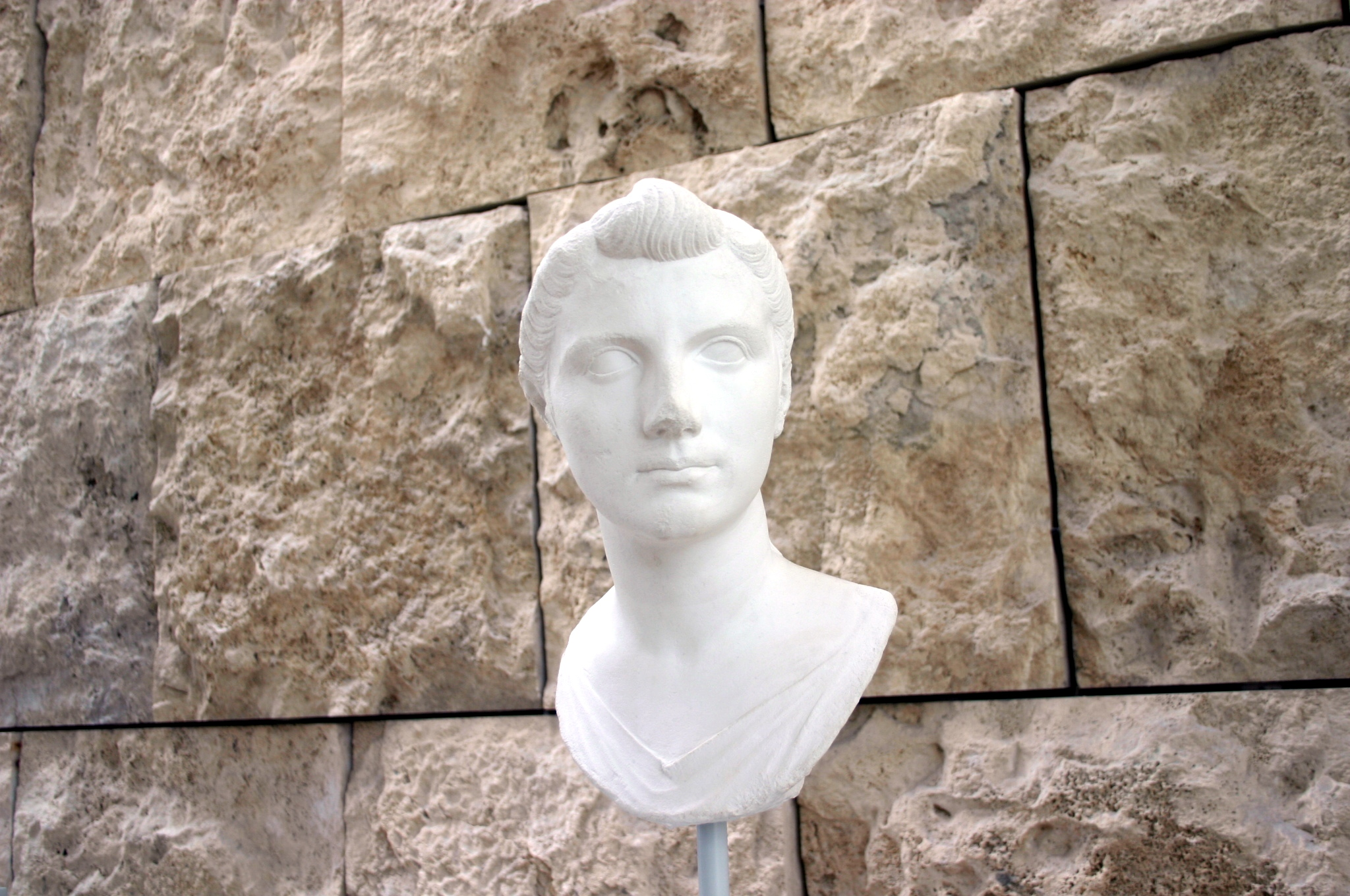
Октавія Молодша

Октавія Молодша (лат. Octavia Minor, * 69 — † 11 роки до н.е.) — громадський та політичний діяч, сестра Октавіана Августа, внучата небога Гая Цезаря, дружина відомих давньоримських політиків — Гая Клавдія Марцелла та Марка Антонія. Користувалася любов'ю та повагою свого брата і мала на нього значний вплив

## Життєпис
Походила з роду нобілів Октавіїв. Донька Гая Октавія, претора 61 року, та Атії. У 54 році до н.е. вийшла заміж за Гая Клавдія Марцелла, консула 50 року до н.е. У цьому ж році Цезар мав намір розвести Октавію з Марцеллом й видати її за Помпея, щоб відновити родинні зв'язки з ним, проте ці плани не були здійснені. У шлюбі з Марцеллом Октавія народила двох доньок та сина. У 43 році до н.е. домоглася від брата помилування Тіта Вінія, включеного до проскрипційного списку. На початку 40 року до н.е. овдовіла й в цьому ж році, ще до закінчення терміну жалоби, вдруге вийшла заміж за Марка Антонія. Метою шлюбу було зміцнення політичних зв'язків її брата Октавіана з Антонієм. 
Наприкінці 39 року до н.е. разом з Антонієм вирушила до Афін, де мешкала до весни 37 року до н.е., народивши Антонію двох доньок. Коли навесні 37 року до н.е. поміж Антонієм й Октавіаном виникла ворожнеча, Октавія виступила як посередниця та доклала великих зусиль для їх примирення. Після укладення Тарентської угоди з Октавіаном, Антоній розпочав війну з Парфією. Водночас він довірив дружину з усіма своїми дітьми піклуванню Октавіана. На Сході Марк Антоній відновив зв'язок зі своєю колишньою коханкою, єгипетською царицею Клеопатрою. Коли Антоній у 35 році до н.е. повернувся з невдалого парфянського походу, Октавія виїхала йому назустріч, везучи з собою гроші та нові війська. Однак Антоній перебував у Фінікії з Клеопатрою і наказав дружині очікувати на нього у Греції. Відіславши йому підкріплення, Октавія повернулася до Риму, але відмовилася покинути будинок чоловіка, щоб не ставати причиною конфлікту між ним й Октавіаном. У 35 році до н.е. сенат надав Октавії ряд почестей: звільнення від опіки, зведення статуй та особисту недоторканність, на кшталт трибунської. 
У 32 році до н.е. Антоній направив Октавії листа про розлучення, що символізувало остаточний розрив між тріумвірами. Після цього Октавія пішла з дому Антонія, але продовжувала піклуватися про його молодшого сина від попереднього шлюбу — Юла Антонія, а після поразки і загибелі Антонія у 30 році до н.е. - також і про його дітей від Клеопатри. 
На початку 20—х років до н.е. надала допомогу Вітрувію, який хотів представити Августу свій твір «Про архітектуру». Сама брала діяльну участь у міському будівництві: від її імені були зведені курія Октавії і портик Октавії, в якому знаходилася бібліотека. Смерть сина у 23 році до н.е. завдала Октавії важкий удар, вона оплакувала Марцелла все життя й недолюблювала Лівію та її синів. Померла Октавія у Римі у 11 році до н. е. Була похована в мавзолеї імператора Августа.

## Родина
1. Чоловік — Гай Клавдій Марцелл, консул 50 року до н.е.
Діти:
- Клавдія Марцелла Старша
- Марк Клавдій Марцелл, курульний еділ 23 року до н.е.
- Клавдія Марцелла Молодша

2. Чоловік — Марк Антоній, консул 44 р. до н. е.
Діти: 	
- Антонія Старша
- Антонія Молодша